# Тардини, Доменико
Доминико Тардини (итал. Domenico Tardini; 29 февраля 1888, Рим, Итальянское королевство — 30 июля 1961, Рим, Италия) — итальянский куриальный кардинал. Титулярный архиепископ Лаодичеи ди Сирии с 14 по 15 декабря 1958. Про-государственный секретарь Святого Престола с 29 октября по 17 ноября 1958. Государственный секретарь Святого Престола и префект Священной Конгрегации чрезвычайных церковных дел с 17 ноября 1958 по 30 июля 1961. Архипресвитер патриаршей Ватиканской базилики и Префект Священной Конгрегации Преподобного Собора Святого Петра с 14 ноября 1959 по 30 июля 1961. Кардинал-священник с 15 декабря 1958, с титулом церкви Сант-Аполлинаре-алле-Терме-Нерониане-Алессандрине с 18 декабря 1958.